# Friedrich von Lütke
Le comte Friedrich Benjamin von Lütke (en russe : Граф Фёдор Петрович Литке, translittération en Fiodor Petrovitch Litke) est un navigateur, géographe et explorateur allemand de la Baltique, sujet de l'Empire russe, né le 17 septembre 1797 (28 septembre dans le calendrier grégorien) et décédé le 8 août 1882 (20 août dans le calendrier grégorien). Il devint amiral en 1855 et comte en 1866. Friedrich von Lütke fut membre-correspondant (1829), membre d'honneur (1855) puis président (1864) de l'Académie impériale des sciences de Saint-Pétersbourg. Il a également été membre honoraire de nombreux autres établissements scientifiques russes et étrangers, et membre-correspondant de l'Académie des sciences de Paris, sous le nom de Frédéric Lütke.

## Biographie

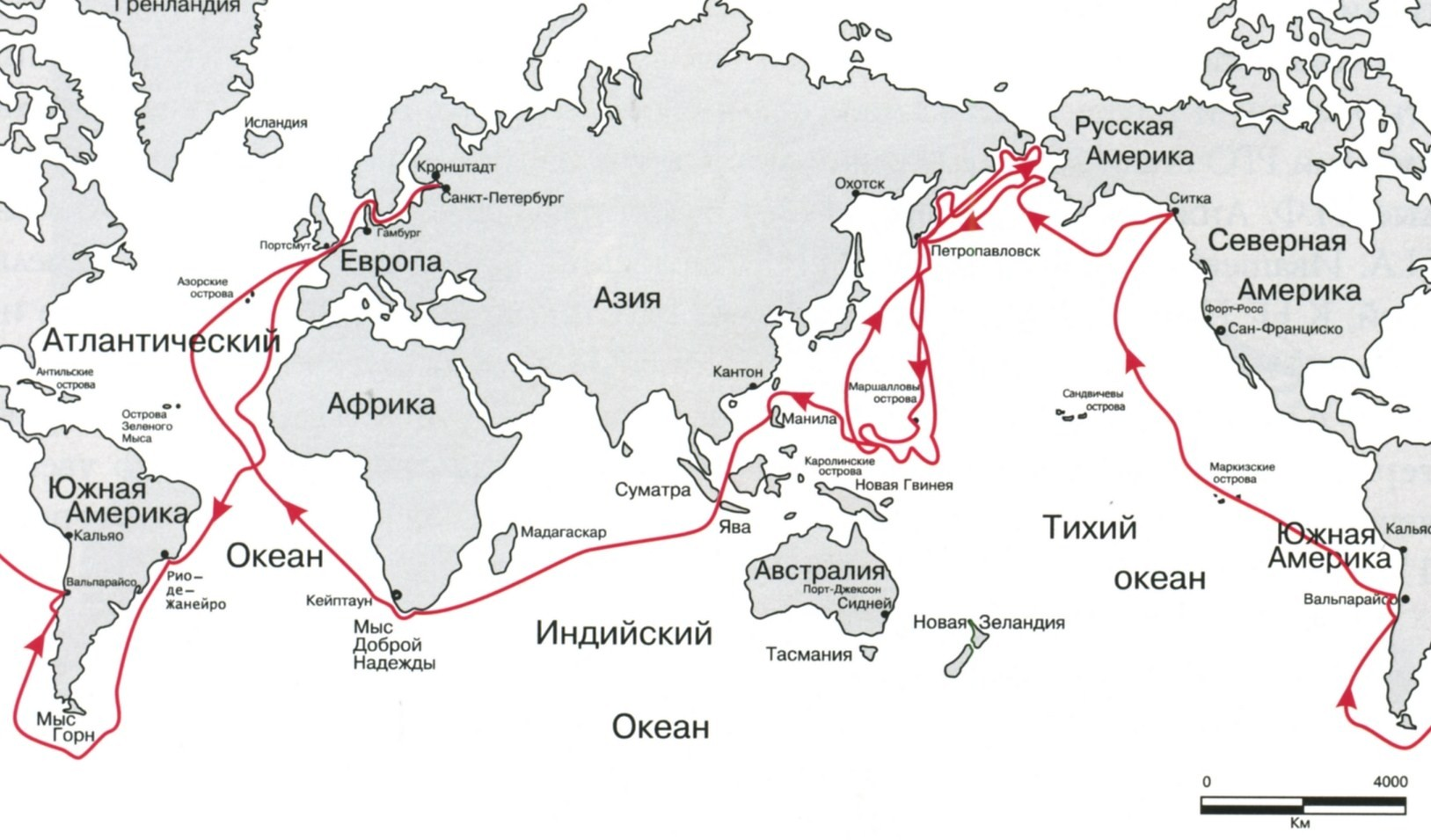
Périple de Lütke sur le Séniavine

Sa mère, née Dorothée von Engel, meurt en couches en lui donnant naissance, laissant cinq jeunes orphelins. Friedrich von Lütke perd son père pendant sa prime adolescence et doit interrompre ses études effectuées auparavant à la pension Meyer, en 1808. Il est élevé chez son oncle maternel chez qui il reçoit une éducation à demeure et se plonge dans la lecture.
Lütke commence sa carrière navale en 1813. Il prend part au tour du monde de Vassili Golovnine à bord du navire Kamtchatka, de 1817 à 1819 et dirige ensuite l'expédition partie explorer et cartographier les côtes de la Nouvelle-Zemble, de la mer Blanche, et de la partie orientale de la mer de Barents, de 1821 à 1824.
Il part ensuite pour le compte de l'Académie impériale des sciences de Saint-Pétersbourg et de l'état-major de la flotte pour un tour du monde de 1826 à 1829, au cours duquel il commande la corvette Séniavine. L'équipe scientifique est notamment composée de l'ornithologue Heinrich von Kittlitz, du botaniste Karl Heinrich Mertens et du minéralogiste et phycologue Alexandre Postels.
L'expédition part de Kronstadt le 16 août 1826. Elle est rejointe par le Moller du capitaine Stanioukevitch à Copenhague. Après s'être arrêtée à Londres, l'expédition traverse la Manche et l'océan Atlantique, passe par le cap Horn le 27 février 1827, remonte par les côtes du Chili jusqu'à l'actuel Alaska (alors possession de l'Empire russe), puis atteint le Kamtchatka et Petropavlovsk à la mi-septembre. L'expédition explore ensuite les îles Carolines et les actuelles îles Bonin et retourne au Kamtchatka en mai. Pendant l'été, le Séniavine explore la baie d'Avatcha et le détroit de Béring, remontant jusqu'à l'Anadyr. Ensuite l'expédition redescend jusqu'à Manille et le cap de Bonne-Espérance pour rentrer en Europe. Elle arrive au Havre en mai 1829. Le Moller continue sa route. Il arrive en juin à Kronstadt. Lütke et les naturalistes rencontrent d'éminents scientifiques à Paris où ils passent l'été. Le Séniavine arrive à Kronstadt le 16 septembre 1829 (29 septembre selon l'ancien style).
Lütke décrit au cours de ce périple les côtes occidentales de la mer de Béring, les Îles Pribilof, les îles Bonin, la côte nord-américaine de l'actuel Alaska et les îles Carolines (il découvrit douze îles nouvelles).
Il repart à l'été 1830 pour une expédition en Islande, accompagné de Mertens, mais le typhus frappe l'équipage et le navire ne peut accoster. Le Séniavine retourne à l'automne suivant à Kronstadt.
Lütke imagine le premier un appareil pour mesurer et enregistrer les marées (1839). Ces appareils sont fabriqués et placés le long des côtes de l'océan Arctique et de l'océan Pacifique en 1841.
Lütke est le fondateur de la Société géographique de Russie et son vice-président à deux reprises : en 1845-1850 et 1857-1872. Il est nommé président du comité scientifique de la Marine en 1846, commandant en chef et gouverneur militaire des ports de Reval (aujourd'hui Tallinn) et plus tard de Kronstadt (1850-1857). En 1855, Lütke entre au Conseil d'État russe (Государственный совет).
En 1873, la Société géographique impériale de Russie fonda la médaille d'or Lütke en son honneur. Un cap, une péninsule, une montagne et une baie de la Nouvelle-Zemble ont été nommés Lütke, ainsi qu'un groupe d'îles de l'archipel François-Joseph, de la baie de Baïdaratskaïa et de l'archipel Nordenskiöld. Un détroit entre le Kamtchatka et l'île Karaguinski porte aussi son nom.
Il est enterré au Cimetière Volkovo de Saint-Pétersbourg. En dehors de la capitale, il résidait dans son manoir d'Awandus du Wierland dans le gouvernement d'Estland.

## Hommages
- L'espèce d'algues Nereocystis luetkeana (K.Mert.) Postels & Rupr., de la famille des Laminariaceae, honore sa mémoire
- (Juncaceae) Juncus luetkei Buchenau[5]
- (Scrophulariaceae) Veronica luetkeana Rupr.
- Détroit de Litke
- L'astéroïde (5015) Litke
- Le brise-glace Lütke

## Philatélie

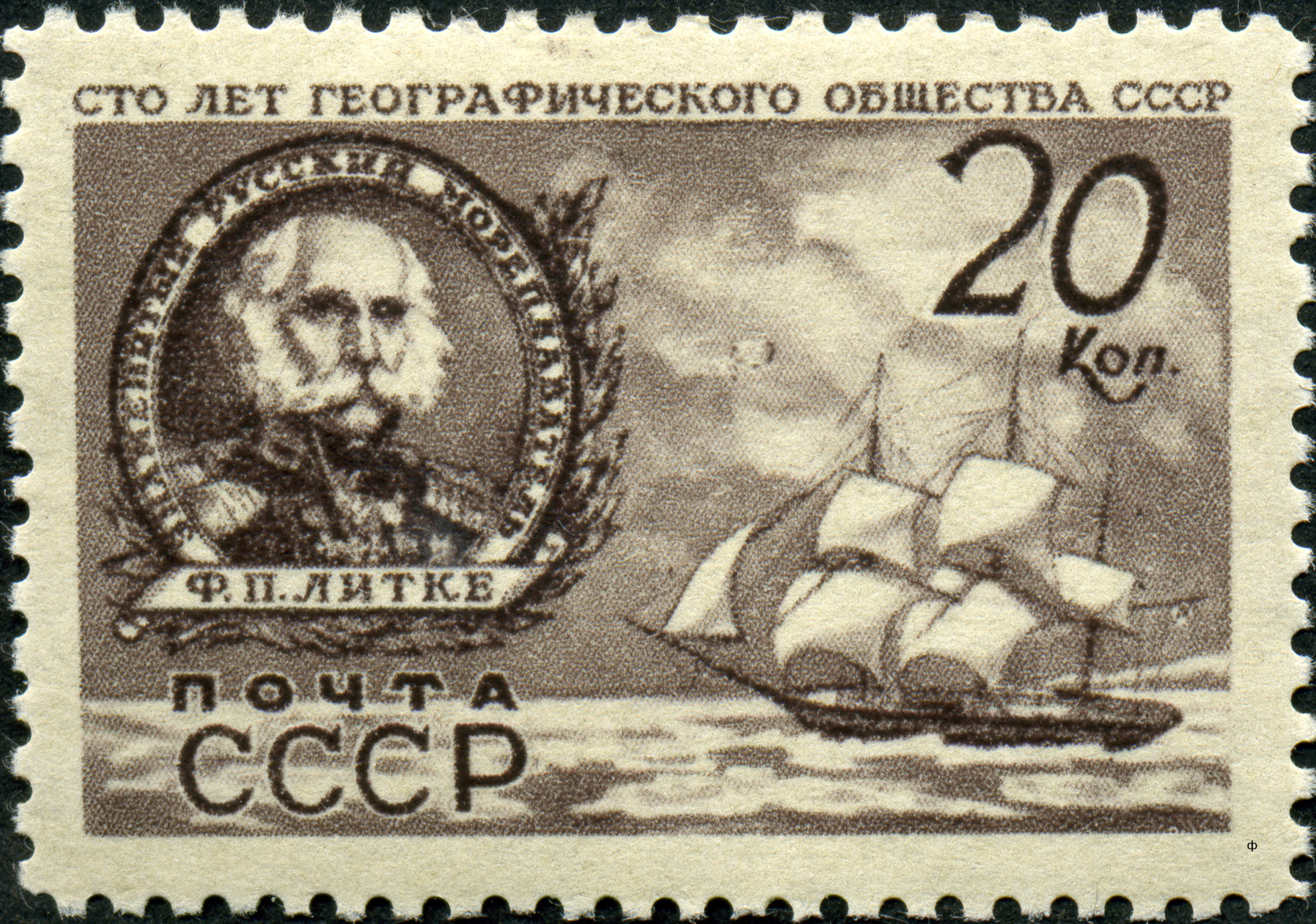
Timbre d'URSS, 1947
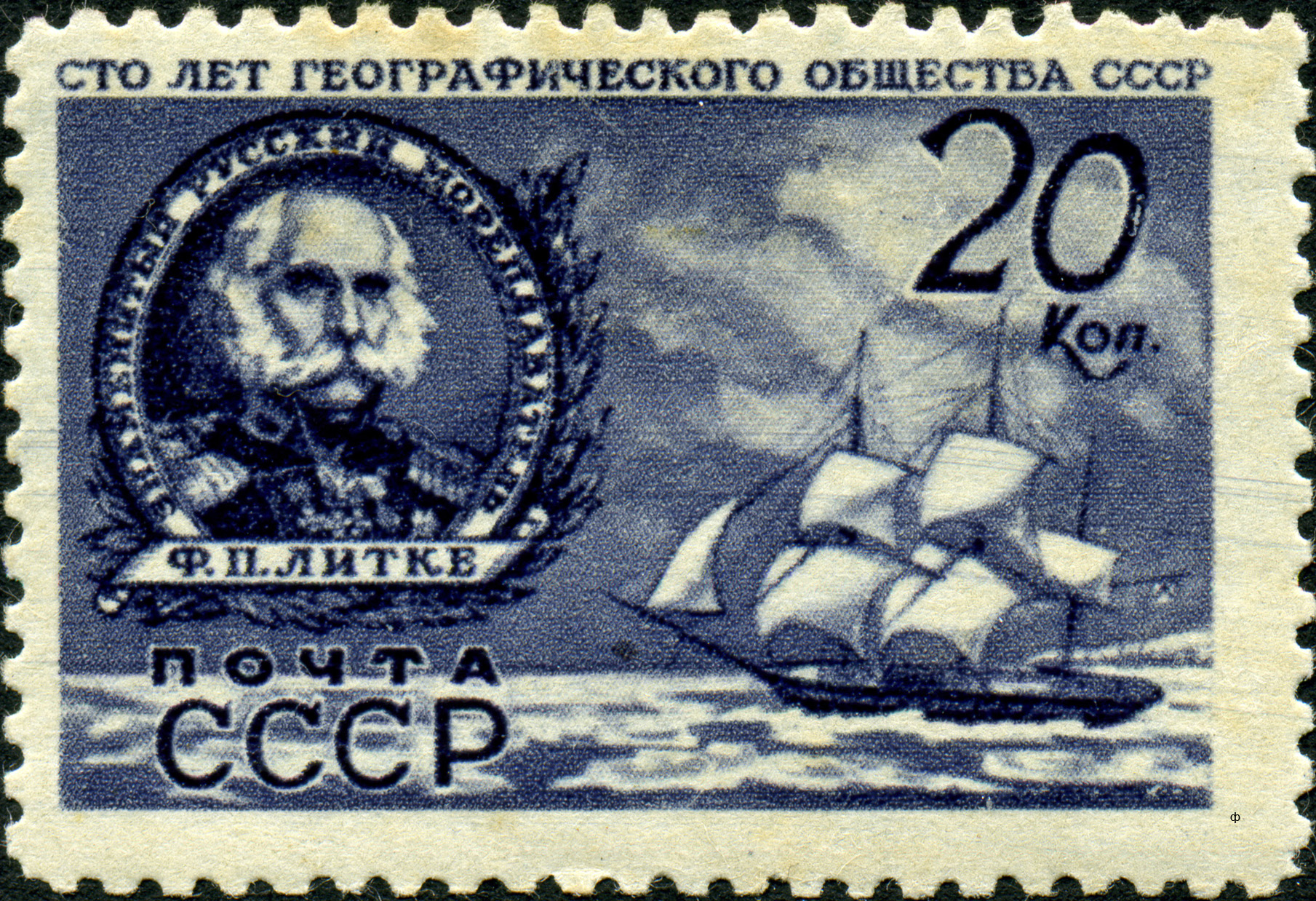
Timbre d'URSS, 1947
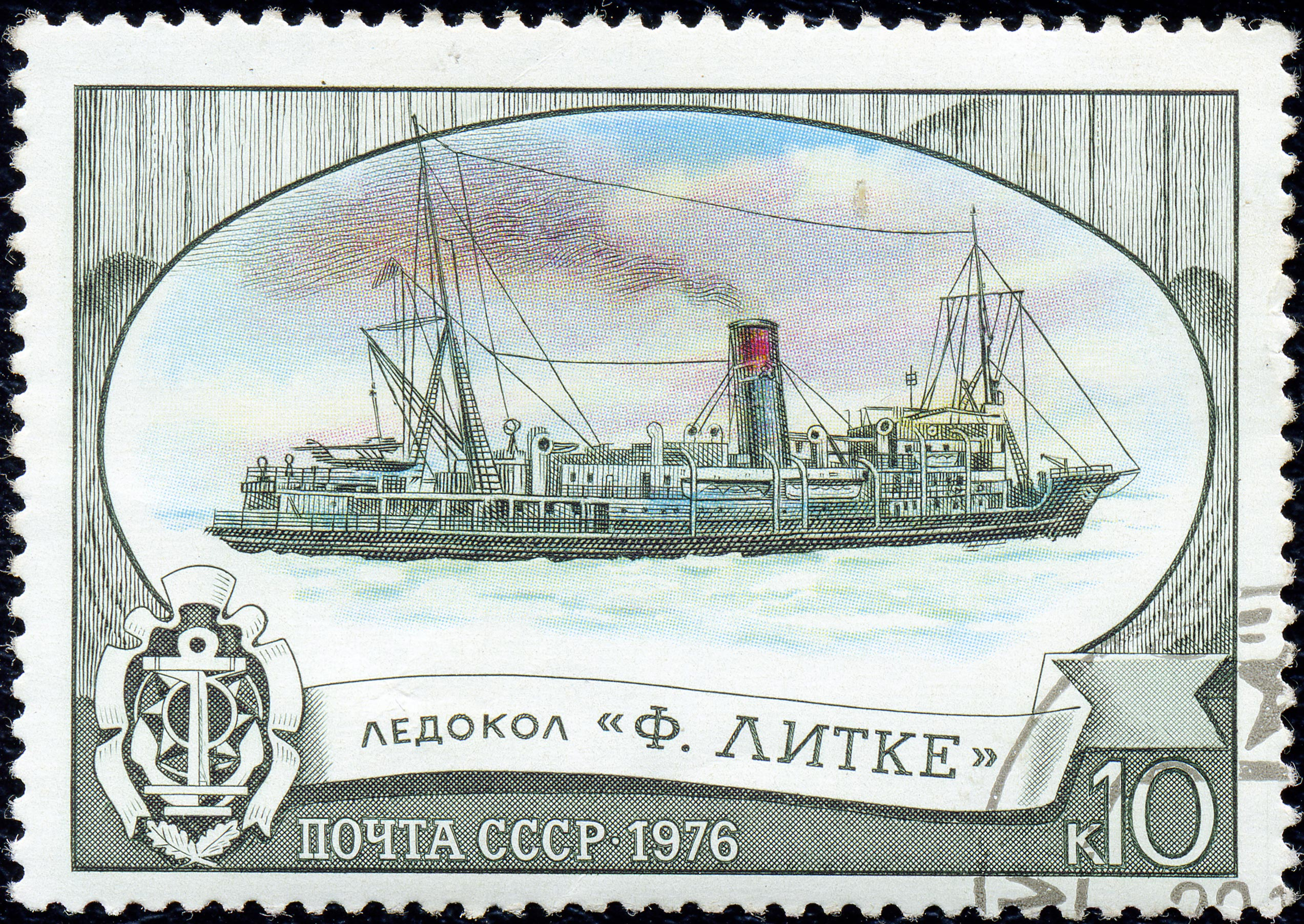
Timbre d'URSS, 1976: le brise-glace F. Lütke
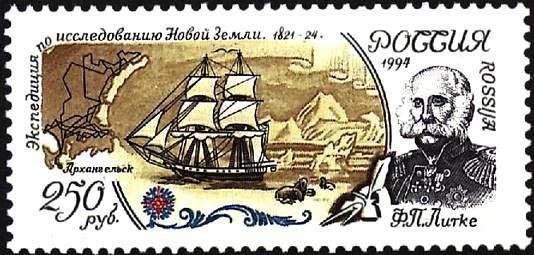
Timbre de fédération de Russie, 1992

## Publications

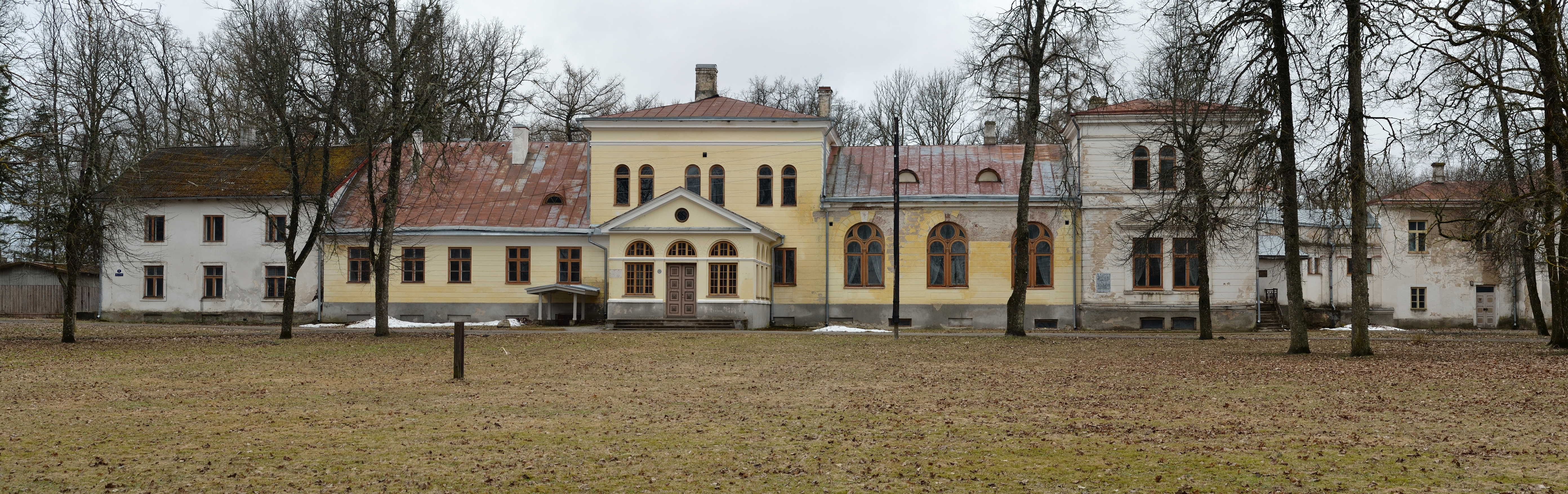
Manoir de l'amiral von Lütke

- Четырёхкратное путешествие в Северный Ледовитый океан в 1821—1824 годах» [Quatre périples dans l'océan arctique glacial] (Saint-Pétersbourg, 1828).
- «Путешествие вокруг света на военном шлюпе „Сенявин“, в 1826—1829 годах» [Voyage autour du monde à bord de la chaloupe de guerre Le Séniavine ] (avec atlas, Saint-Pétersbourg, 1835—1836) ; traduit en français sous le titre: Voyage autour du monde, : exécuté par ordre de Sa Majesté l’Empereur Nicolas Ier, sur la corvette Le Séniavine, pendant les années 1826, 1827, 1828 & 1829, sous le commandement de Frédéric Lütke, capitaine de la marine impériale de Russie, aide de camp de Sa Majesté l'Empereur, commandant de l'expédition. Partie historique, avec un atlas, lithographié d’après les dessins originaux d’Alexandre Postels, professeur adjoint de l'université impériale de St. Pétersbourg et du baron Kittlitz. Traduit du russe sur le manuscrit original, sous les yeux de l’auteur, par le conseiller d’état F. Boyé. Tome I–III., Paris, Engelmann & compagnie, cité Bergère no 1, 1835 T. I, T. II, T. III disponible sur Internet Archive & Atlas disponible sur la Bibliothèque du Congrès.
- «Опыты над постоянным мятником, произведённые в путешествии вокруг света на военном шлюпе „Сенявин“ в 1826—1829 годах» (Saint-Pétersbourg, 1833)
- «О приливах и отливах в Северном Арктическом океане» [Les Marées de l'océan arctique du Nord] («Записки Императорской Академии Наук» [Notes de l'Académie impériale des sciences], 1843)
- «Доклад великому князю Константину Николаевичу об экспедиции в Азовское море» [Compte-rendu de l'expédition de la mer d'Azov au grand-duc Constantin Nikolaïevitch] («Записки Императорского Русского Географического Общества» [Notes de la Société géographique impériale de Russie ], 1862, livre 3).